# 883

## Evenimente
- Orașul Duisburg, Germania, este atestat pentru prima dată în cronica lui Regino de Prüm

## Nașteri
- dată necunoscută: Burchard al II-lea de Suabia  (d. 926)

## Decese
- 9 august: Al-Mamun, al șaptelea calif abbasid (n. 786)
- Guy al II-lea de Spoleto, duce de Spoleto și margraf de Camerino (n. ?)